# Eustasio di Napoli
Eustasio o Eustazio (II secolo – III secolo) è stato vescovo di Napoli nel III secolo; il suo culto come santo fu confermato da papa Leone XIII nel 1884.

## Biografia
Scarse sono le notizie relative a Eustasio. Due antichi testi medievali, le Gesta episcoporum neapolitanorum (circa IX secolo) e il Catalogus episcoporum neapolitanorum (X secolo) lo indicano come il settimo vescovo di Napoli, successore di Agrippino e predecessore di Efebo. Visse nella prima metà del III secolo, ben prima del 343, anno in cui è storicamente documentato il nono vescovo napoletano, Fortunato.
Secondo il Catalogus, Eustasio fu vescovo per 17 anni durante i pontificati dei papi Antero (235-236) e Fabiano (236-250). Le Gesta riferiscono che le sue spoglie vennero traslate, all'incirca nel IX secolo, «in altario beate Dei genitricis semperque virginis Mariae, que dicitur Cosmidi», ossia l'altare maggiore della chiesa identificata con quella di Santa Maria in Cosmedin (o di Portanova).

## Il culto
L'urna contenente il suo corpo fu rinvenuta nel 1616 e l'arcivescovo Decio Carafa estese il culto del santo vescovo dalla chiesa che ne conservava la sepoltura all'intera diocesi.
Nel settembre del 1884 si procedette alla ricognizione canonica delle reliquie.
Il culto tributato ab immemorabili a sant'Eustasio fu confermato da papa Leone XIII il 18 dicembre 1884.
La sua festa è segnata al 10 maggio nel calendario marmoreo della Chiesa di Napoli. Il suo elogio si legge nel Martirologio romano al 29 marzo: «A Napoli, commemorazione di sant’Eustasio, vescovo».